# 대한민국 형사소송법 제60조
대한민국 형사소송법 제60조는 송달받기 위한 신고에 대한 형사소송법의 조문이다.

## 조문
제60조(송달받기 위한 신고) ① 피고인, 대리인, 대표자, 변호인 또는 보조인이 법원 소재지에 서류의 송달을 받을 수 있는 주거 또는 사무소를 두지 아니한 때에는 법원 소재지에 주거 또는 사무소 있는 자를 송달영수인으로 선임하여 연명한 서면으로 신고하여야 한다.
②송달영수인은 송달에 관하여 본인으로 간주하고 그 주거 또는 사무소는 본인의 주거 또는 사무소로 간주한다.
③송달영수인의 선임은 같은 지역에 있는 각 심급법원에 대하여 효력이 있다.
④전3항의 규정은 신체구속을 당한 자에게 적용하지 아니한다.

第60條(送達받기 爲한 申告)  ① 被告人, 代理人, 代表者, 辯護人 또는 輔助人이 法院 所在地에 書類의 送達을 받을 수 있는 住居 또는 事務所를 두지 아니한 때에는 法院 所在地에 住居 또는 事務所 있는 者를 送達領受人으로 選任하여 連名한 書面으로 申告하여야 한다.
②送達領受人은 送達에 關하여 本人으로 看做하고 그 住居 또는 事務所는 本人의 住居 또는 事務所로 看做한다.
③送達領受人의 選任은 같은 地域에 있는 各 審級法院에 對하여 效力이 있다.
④前3項의 規定은 身體拘束을 當한 者에게 適用하지 아니한다.

## 참조조문

### 형사소송규칙
제42조(법 제60조에 의한 법원소재지의 범위) 법 제60조제1항에 규정한 법원소재지는 당해 법원이 위치한 특별시, 광역시, 시 또는 군(다만, 광역시내의 군은 제외)으로 한다.  <개정 1996.12.3.>

## 판례
형사소송법 제60조 제4항이 규정한 신체구속을 당한 자라 함은 그 사건에서 신체를 구속당한 자를 가리키는 것이요 다른 사건으로 신체구속을 당한 자는 여기에 해당되지 않는다

## 참고 문헌
- 손동권 신이철, 새로운 형사소송법(초판, 2013), 세창, 2013. ISBN 9788984114081